# Aleteria rectilinea
Aleteria rectilinea là một loài bướm đêm trong họ Noctuidae.